# 105
Năm 105 là một năm trong lịch Julius. 

## Sinh
- Hán Thương Đế (d. 106)

## Mất
- Hán Hòa Đế (b. 79)
- Pacorus II của Parthia, vua Người Parthia